# Mirco Bertolina
Mirco Bertolina, né le 11 mai 1991 à Sondalo, est un fondeur italien.

## Biographie
Trois de ses cousins sont également des fondeur de haut niveau.
Membre du club C.S Carabinieri, il prend part à des compétitions de la FIS à partir de l'hiver 2008-2009, prenant part à des courses de la Coupe OPA, où il obtient ses premiers top dix en 2011 et son premier podium en 2012. En 2012, il se place notamment dixième du sprint aux Championnats du monde des moins de 23 ans à Erzurum.
En décembre 2015, il découvre la Coupe du monde avec une participation au sprint de Toblach.
Lors de la saison 2017-2018, à l'occasion du Tour de ski, il marque ses premiers points pour le classement général avec une 30e place au sprint Lenzerheide, puis une 18e place lors de la montée de l'Alpe Cermis. 
Aux Jeux olympiques d'hiver de 2018, à Pyeongchang, il dispute son premier championnat majeur et y termine 41e du sprint classique et 44e du quinze kilomètres libre. En fin de saison, il est 19e du cinquante kilomètres d'Holmenkollen.
En 2019 à Seefeld, il prend part à ses premiers championnats du monde, terminant 52e du cinquante kilomètres classique.

## Palmarès

### Jeux olympiques d'hiver
| Épreuve / Édition   | Sprint                           | Sprint    | 15 km | 15 km                            | Skiathlon 2 × 15 km | 50 km | Relais | Relais    |
| Épreuve / Édition   | libre                            | classique | libre | classique                        | Skiathlon 2 × 15 km | 50 km | Sprint | 4 × 10 km |
| JO 2018 Pyeongchang | Épreuve inexistante à cette date | 41e       | 44e   | Épreuve inexistante à cette date | -                   | -     | -      | —         |

Légende :
- : pas d'épreuve
- — : Non disputée par Bertolina
- DNF : abandon

### Championnats du monde
| Épreuve / Édition     | Sprint | Sprint                           | 15 km                            | 15 km     | Skiathlon 2 × 15 km | 50 km | Relais | Relais    |
| Épreuve / Édition     | libre  | classique                        | libre                            | classique | Skiathlon 2 × 15 km | 50 km | Sprint | 4 × 10 km |
| Mondiaux 2019 Seefeld | -      | Épreuve inexistante à cette date | Épreuve inexistante à cette date | -         | —                   | 52e   | -      | -         |

Légende :
- : pas d'épreuve
- — : Non disputée par Bertolina

### Coupe du monde
- Meilleur classement général : 93e en 2018.
- Meilleur résultat individuel : 18e, sur une étape du Tour de ski.

#### Classements en Coupe du monde
| Année     | Classement général final | Classement distance | Classement sprint |
| 2017-2018 | 93e                      | 61e                 | -                 |
| 2020-2021 | 134e                     | -                   | -                 |

### Coupe OPA
- 4 podiums.